# Мост в створе улицы Адмирала Трибуца
Мост в створе улицы Адмирала Трибуца — автодорожный металлический балочный мост через Матисов канал в Красносельском районе Санкт-Петербурга.

## Расположение
Расположен в створе улицы Адмирала Трибуца, соединяя её с проспектом Героев в районе «Балтийской жемчужины». Выше по течению находится мост в створе улицы Лётчика Тихомирова, ниже — мост в створе улицы Катерников.
Ближайшие станции метрополитена — «Автово», «Ленинский проспект», «Проспект Ветеранов».

## История
Строительство моста началось в 2008 году, фактически это был первый из четырёх мостов в районе «Балтийской жемчужины». Генеральным заказчиком была компания ЗАО «Балтийская жемчужина», дочернее общество китайской «Шанхайской заграничной объединённой инвестиционной компании», генпроектировщиком выступило ЗАО «Петербургские дороги» (руководитель проекта — инженер А. К. Трофимов). Работы велись силами СУ-4 ЗАО «Трест Ленмостострой» под руководством инженера А. А. Антонова. В марте 2009 года завершилась сборка пролётного строения моста. Вместе с мостом было построено 214 м подпорных стен и 210 м набережной. Мост был принят в эксплуатацию в июле 2013 года.

## Конструкция
Мост трёхпролётный сталежелезобетонный неразрезной балочный. Схема моста: 14 + 23 + 14 м. Пролётное строение состоит из 9 металлических балок двутаврового сечения высотой 1,2 м, объединённых монолитной железобетонной плитой проезжей части. Устои и промежуточные опоры монолитные железобетонные на свайном основании. Промежуточные опоры стоечные, основание — буронабивные столбы диаметром 1,5 м с уширением в основании до 2,2 м. Общая длина моста составляет 58,72 м (112 м с подходами), ширина моста — 26,8 м, в том числе проезжая часть 2×8 м. Подмостовой габарит 3,2 м.
Мост предназначен для движения автотранспорта и пешеходов. Проезжая часть моста включает в себя 4 полосы для движения автотранспорта (по 2 в каждую сторону). Покрытие проезжей части и тротуаров — асфальтобетон. Тротуары отделены от проезжей части металлическим барьерным ограждением. Перильное ограждение из металлических трубок и листового проката индивидуального рисунка. С верховой стороны к мосту примыкает коммуникационный мост-теплопровод.